# Kristina Sellmayr

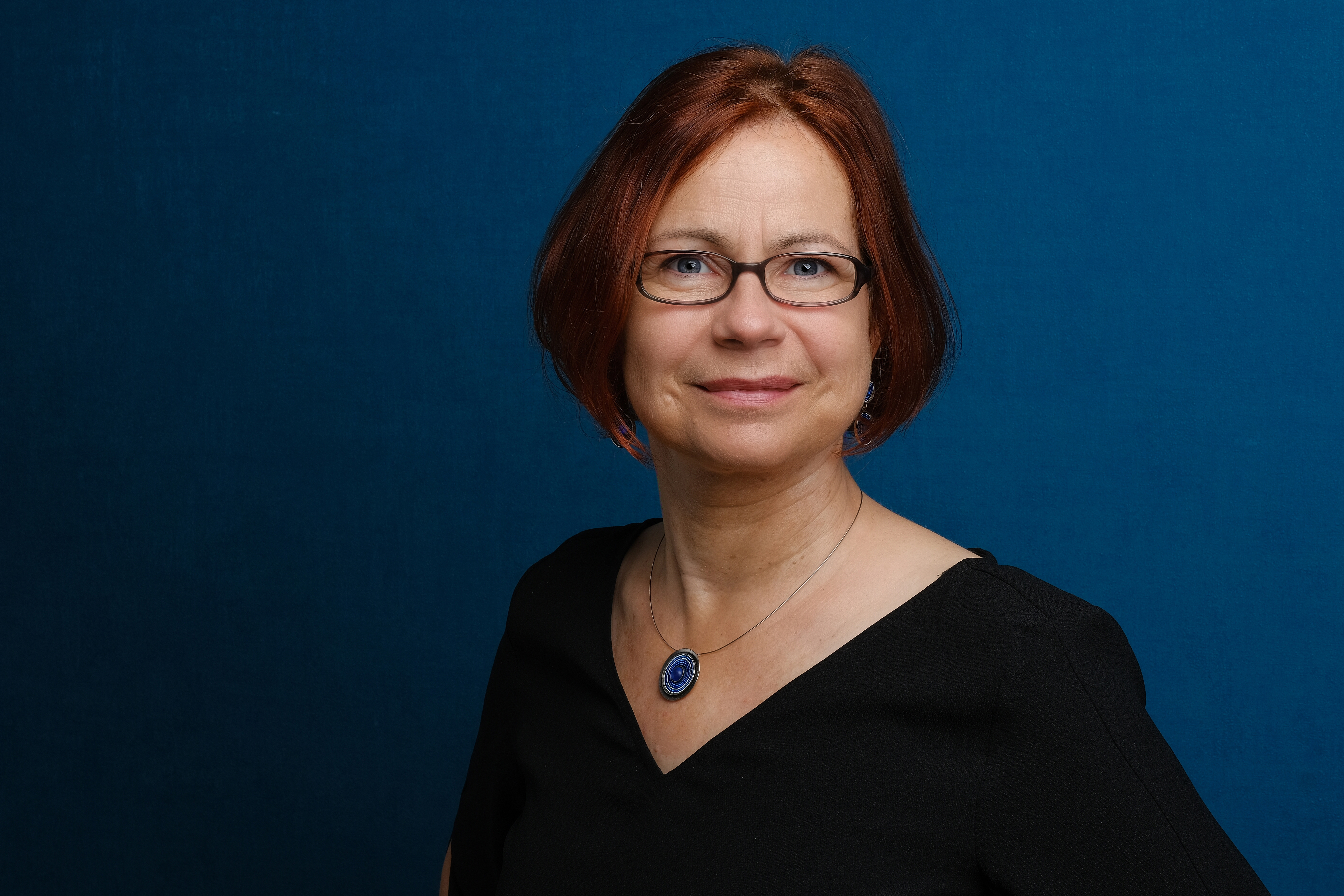
Kristina Sellmayr, 2023

Kristina Sellmayr (* 19. Juli 1971 in München) ist eine deutsche Schriftstellerin., Sozialpädagogin und systemische Familientherapeutin.

## Leben
Nach dem Abitur studierte Kristina Sellmayr an der Katholischen Hochschule für Sozialwesen Berlin Soziale Arbeit und schloss mit einem Diplom ab.
Der bewusste Umgang mit Sprache und deren Ausdrucksvielfalt prägte ihr Leben bis heute. Sprache ist für sie der Schlüssel und Türöffner, um mit Menschen in Kontakt zu kommen.
Ihr Debüt Und ich lebe doch! Geschichten über das Ankommen in Deutschland erschien im Dezember 2017 im Vielfalt Verlag, Leipzig. Die Geschichten erzählen vom Ankommen geflüchteter Kinder in den Berliner Willkommensklassen. Dieses Buch ist ebenfalls in einer englischen Ausgabe And I`m Still Alive! Stories About Arriving in Germany (übersetzt von Steve A. Goldberg) als Buch und Download erhältlich.
Ihr zweites Buch veröffentlichte sie im Frühjahr 2021 unter dem Titel MittenDRIN. Tradition, Aufbruch, ein Hauch von Freiheit., ebenfalls im Vielfalt Verlag. Die Geschichten handeln von Kindern, die seit ein paar Jahren in Deutschland leben und sich nun „mittendrin“ befinden. Sie stellen sich den Herausforderungen in ihrer neuen Heimat.
Mit beiden Büchern war Kristina Sellmayr auf der Leipziger Buchmesse und konnte im Forum Literatur ihre Bücher präsentieren und daraus lesen.
Kristina Sellmayr lebt und arbeitet in Berlin.

## Werke
- Und ich lebe doch! Geschichten über das Ankommen in Deutschland, Vielfalt Verlag Leipzig, 2019, ISBN 978-3-9817106-3-2
- And I`m Still Alive! Stories About Arriving in Germany (übersetzt von Steve A. Goldberg), Vielfalt Verlag Leipzig, 2021, ISBN 978-3-9817106-5-6
- MittenDRIN. Tradition, Aufbruch, ein Hauch von Freiheit, Vielfalt Verlag Leipzig, 2021, ISBN 978-3-9817106-6-3
- mit Sandra Reinhardt Die Verbesserung von Bildungschancen geflüchteter Kinder und Jugendlichen als Beitrag für eine gelingende Integration.[3]
- mit Judith Krügel, Steffen Hoffmann: Beratung von getrennt lebenden sogenannten hochstrittigen Eltern – Bericht aus der Praxis. In: Systhema: Heft 2. (S. 124–139), 2021, Weinheim: Institut für Familientherapie Weinheim – Ausbildung und Entwicklung
- Omar und Jonas – Richtig gute Freunde, 2025, ISBN 978-3-00-083138-6